# Jugoslavia all'Eurovision Song Contest
La Repubblica Socialista Federale di Jugoslavia, unico paese socialista a far parte dell'UER, ha partecipato all'Eurovision Song Contest per la prima volta nel 1961 fino alla sua dissoluzione nel 1991.
Nel 1992 a partecipare all'Eurovision Song Contest fu la Repubblica Federale di Jugoslavia. L'anno successivo debuttarono la Slovenia, la Croazia e la Bosnia ed Erzegovina. Nel 1998 fu invece la volta della Macedonia. Con il nome di Serbia e Montenegro parteciperà per la prima volta nel 2004. Del 2007 è il debutto della Serbia e del Montenegro come nazioni indipendenti. In quell'occasione, la Serbia è stata l'unico paese a imporsi al debutto.
La Repubblica Socialista Federale di Jugoslavia riuscì a vincere un'edizione dell'Eurovision Song Contest, quella del 1989, ed a ospitare ed organizzare quella del 1990 che si tenne a Zagabria (oggi in Croazia), vinta da Toto Cutugno.

## Partecipazioni
- Primo posto
- Secondo posto
- Terzo posto
- Ultimo posto

| Anno                                    | Artista                         | Canzone                 | Lingua                 | Posizione | Posizione | Posizione         | Posizione         |
| Anno                                    | Artista                         | Canzone                 | Lingua                 | Finale    | Punti     | Semi              | Punti             |
| --------------------------------------- | ------------------------------- | ----------------------- | ---------------------- | --------- | --------- | ----------------- | ----------------- |
| 1961                                    | Ljiljana Petrović               | Neke davne zvezde       | Serbo-croato           | 8º        | 9         | Niente semifinali | Niente semifinali |
| 1962                                    | Lola Novaković                  | Ne pali svetla u sumrak | Serbo-croato           | 4º        | 10        | Niente semifinali | Niente semifinali |
| 1963                                    | Vice Vukov                      | Brodovi                 | Serbo-croato           | 11º       | 3         | Niente semifinali | Niente semifinali |
| 1964                                    | Sabahudin Kurt                  | Život je sklopio krug   | Serbo-croato           | 13º       | 0         | Niente semifinali | Niente semifinali |
| 1965                                    | Vice Vukov                      | Čežnja                  | Serbo-croato           | 12º       | 2         | Niente semifinali | Niente semifinali |
| 1966                                    | Berta Ambrož                    | Brez besed              | Sloveno                | 7º        | 9         | Niente semifinali | Niente semifinali |
| 1967                                    | Lado Leskovar                   | Vse rože sveta          | Sloveno                | 8º        | 7         | Niente semifinali | Niente semifinali |
| 1968                                    | Dubrovački Trubaduri            | Jedan dan               | Serbo-croato           | 7º        | 8         | Niente semifinali | Niente semifinali |
| 1969                                    | Ivan & M's                      | Pozdrav svijetu         | Serbo-croato           | 13º       | 5         | Niente semifinali | Niente semifinali |
| 1970                                    | Eva Sršen                       | Pridi, dala ti bom cvet | Sloveno                | 11º       | 4         | Niente semifinali | Niente semifinali |
| 1971                                    | Kruno Slabinac                  | Tvoj dječak je tužan    | Serbo-croato           | 14º       | 68        | Niente semifinali | Niente semifinali |
| 1972                                    | Tereza                          | Muzika i ti             | Serbo-croato           | 9º        | 87        | Niente semifinali | Niente semifinali |
| 1973                                    | Zdravo Čolić                    | Gori vatra              | Serbo-croato           | 15º       | 65        | Niente semifinali | Niente semifinali |
| 1974                                    | Korni Grupa                     | Moja generacija         | Serbo-croato           | 12º       | 6         | Niente semifinali | Niente semifinali |
| 1975                                    | Pepel in Kri                    | Dan ljubezni            | Sloveno                | 13º       | 22        | Niente semifinali | Niente semifinali |
| 1976                                    | Ambasadori                      | Ne mogu skriti svoj bol | Serbo-croato           | 17º       | 10        | Niente semifinali | Niente semifinali |
| Nessuna partecipazione dal 1977 al 1980 |                                 |                         |                        |           |           | Niente semifinali | Niente semifinali |
| 1981                                    | Seid Memić-Vajta                | Lejla                   | Serbo-croato           | 15º       | 35        | Niente semifinali | Niente semifinali |
| 1982                                    | Aska                            | Halo, halo              | Serbo-croato           | 14º       | 21        | Niente semifinali | Niente semifinali |
| 1983                                    | Danijel                         | Džuli                   | Serbo-croato           | 4º        | 125       | Niente semifinali | Niente semifinali |
| 1984                                    | Izolda & Vlado                  | Ciao amore              | Serbo-croato, italiano | 18º       | 26        | Niente semifinali | Niente semifinali |
| 1985                                    | Zorica Kondža feat. Josip Genda | Pokora                  | Serbo-croato           | Ritirata  | Ritirata  | Niente semifinali | Niente semifinali |
| 1986                                    | Doris Dragović                  | Željo moja              | Serbo-croato           | 11º       | 49        | Niente semifinali | Niente semifinali |
| 1987                                    | Novi Fosili                     | Ja sam za ples          | Serbo-croato           | 4º        | 92        | Niente semifinali | Niente semifinali |
| 1988                                    | Srebrna Krila                   | Mangup                  | Serbo-croato           | 6º        | 87        | Niente semifinali | Niente semifinali |
| 1989                                    | Riva                            | Rock Me                 | Serbo-croato, inglese  | 1º        | 137       | Niente semifinali | Niente semifinali |
| 1990                                    | Tajči                           | Hajde da ludujemo       | Serbo-croato           | 7º        | 81        | Niente semifinali | Niente semifinali |
| 1991                                    | Bebi Dol                        | Brazil                  | Serbo-croato           | 21º       | 1         | Niente semifinali | Niente semifinali |
| 1992                                    | Extra Nena                      | Ljubim te pesmama       | Serbo                  | 13º       | 44        | Niente semifinali | Niente semifinali |
| Paese non più esistente                 |                                 |                         |                        |           |           |                   |                   |

## Statistiche di voto
Fino al 1992, le statistiche di voto della Jugoslavia sono:
| # | Stato       | Punti |
| - | ----------- | ----- |
| 1 | Regno Unito | 95    |
| 2 | Italia      | 94    |
| 3 | Francia     | 93    |
| 4 | Svizzera    | 81    |
| 5 | Svezia      | 70    |

| # | Stato       | Punti |
| - | ----------- | ----- |
| 1 | Turchia     | 80    |
| 2 | Regno Unito | 69    |
| 3 | Israele     | 68    |
| 4 | Belgio      | 63    |
| 5 | Cipro       | 59    |

## Città ospitanti
| Anno | Città    | Luogo                   | Presentatori                   |
| ---- | -------- | ----------------------- | ------------------------------ |
| 1990 | Zagabria | Vatroslav Lisinski Hall | Helga Vlahović e Oliver Mlakar |